# دومینیک والتر
دومینیک والتر (به انگلیسی: Dominic Walter) (زادهٔ ۱۷ دسامبر ۱۹۹۲) شناگر اهل جامائیکا است.